# Juan Carlos Horvat
Juan Carlos Horvat (San Francisco Solano, Provincia de Buenos Aires; 14 de junio de 1982) es un futbolista argentino. Jugaba de volante central y su último equipo fue Atlético Don Orione, participante del Torneo Federación Norte.
El 25 de noviembre de 2019 por la fecha n°17, frente al Deportivo Español, del Campeonato Apertura de la Primera C 2019-20, Manzana logra disputar su partido n° 323 con Berazategui. Esto lo convirtió en el jugador con más presencia en la historia del club. Dicho record finalizó el 27 de abril de 2025 cuando fue superado por Nahuel Pombo.

## Clubes
| Club                  | País      | Año         |
| --------------------- | --------- | ----------- |
| Berazategui           | Argentina | 2004 - 2012 |
| Argentino de Quilmes  | Argentina | 2012 - 2014 |
| Berazategui           | Argentina | 2015 - 2020 |
| Deportivo Brown A.F.A | Argentina | 2021        |
| Atlético Don Orione   | Argentina | 2022        |

## Palmarés

### Campeonatos nacionales
| Título          | Club                 | País      | Año  |
| --------------- | -------------------- | --------- | ---- |
| Torneo Apertura | Berazategui          | Argentina | 2006 |
| Torneo Apertura | Berazategui          | Argentina | 2008 |
| Torneo Apertura | Argentino de Quilmes | Argentina | 2013 |

### Distinciones individuales
| Distinción                                                   | Año             |
| ------------------------------------------------------------ | --------------- |
| Jugador con más partidos de la historia de Berazategui (332) | 2019 - presente |